# Конгані-варман Мадгава
Конгані-варман Мадгава (д/н — 370) — 1-й магараджа держави Гангаваді у 350—370 роках.

## Життєпис
Стосовно походження роду існує багато історичних легенд та міфів. Згідно одних — Ганги мають північне походження, ведуть родовід з династії Ікшваку з Малви. Згідно інших гіпотез — південне, походили із сучасного Карнатака. або Тамілнаду Ймовірно належав до касти кштаріїв.
Частина дослідників припускає, що Конгані-варман Мадгава прибув сюди під час походу гуптського магараджахіраджи Самудрагупти, який завдав потужного удару державі Паллавів. Інші посилаються на відомості, що державу заснували брати Конгані-варман Мадгава й Тіттіган. Залегендою їх благословив джайністський гуру Сімхананді.
Став засновником столиці Кувалапура (відомої також як Скандапурам). Протягом панування вівпостійнівійнипроти сусідніх князівств, підкорив союзи сільських громад, утворені кастою панарів на території сучасного округу Колар (штат Карнатака). Взяв почесні титули шрімад-бгагаватам і дхармамагараджа.
Йому спадкував син Мадгава I.